# Atlantida (film din 1921)
Atlantida (1921) (franceză: L'Atlantide) este un film franco-belgian mut regizat de Jacques Feyder; este prima dintre ecranizările romanului L'Atlantide de Pierre Benoit.

## Prezentare
În 1911, doi ofițeri francezi, căpitanul Morhange (Jean Angelo) și locotenentul Saint-Avit (Georges Melchior), s-au rătăcit în Deșertul Sahara și descoperă legendara Atlantida, condusă de către mereu tânăra regină Antinéa (Stacia Napierkowska). Ei ajung mai târziu prizonieri ai reginei, mulți oameni devenind captivi ai reginei și amanți pentru a fi uciși și îmbrăcați în aur atunci când  regina se plictisea de ei. Cu toate acestea, Morhange deja în doliu pentru marea dragoste a sa pierdută și având jurământ de celibat, este indiferent avansurilor reginei Antinéa și o respinge. Înfuriată și umilită, ea își manifestă gelozia asupra prietenului căpitanului, Saint-Avit, pe care-l provoacă să-l ucidă pe Morhange.  Îngrozit de ceea ce a făcut, Saint-Avit este ajutat să scape de secretarul reginei Antinéa, Tanit-Zerga (Marie-Louise Iribe), și după ce este la un pas de moarte în deșert din cauza setei și oboselii, este găsit de către o patrulă de soldați. Saint-Avit se întoarce la Paris și încearcă să-și reia viața, dar nu o poate uita pe regina Antinéa. Trei ani mai târziu se reîntoarce în deșert și încearcă să găsească regatul ei din nou, însoțit de un alt ofițer căruia i-a povestit totul.
Mare parte a narațiunii se bazează pe amintirile lui Saint-Avit care relatează prima sa vizită în Atlantida, la regina Antinéa, alte flashback-uri mai scurte îl prezintă în noua sa căutare, creându-se astfel o structură narativă destul de complexă.

## Distribuție
- Jean Angelo este cpt. Morhange
- Stacia Napierkowska este regina Antinea
- Georges Melchior este lt. Saint-Avit
- Marie-Louise Iribe este Tanit-Zerga, secretar al reginei
- Abd-el-Kader Ben Ali este Cegheir ben Cheik
- Mohamed Ben Noui este Ghidul Bou-Djema
- Paul Franceschi este Arhivarul
- André Roanne este Segheïr ben Cheïkh
- René Lorsay este Lt. Olivier Ferrières

## Producție

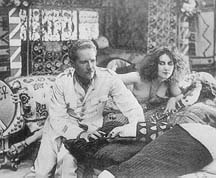
Scenă cu Georges Melchior și Stacia Napierkowska

Când Jacques Feyder a obținut drepturile de ecranizare ale romanului lui Benoit, a insistat ca filmările să fie făcută în Sahara, o strategie pe care niciun alt producător de film nu o folosise înaintea lui la această scară. Toată echipa de producție (împreună cu actorii) a mers în Algeria, prima oară în Munții Aurès și apoi la Jijel pe coastă, totalizându-se 8 luni de filmări. Chiar și scenele de interior au fost filmate într-un studio improvizat într-un cort din Alger, cu motive realizate de pictorul Manuel Orazi.
Inițial, Feyder a împrumutat bani pentru acest film de la vărul său, care era director al Banque Thalmann. În momentul lansării filmului, în octombrie 1921, costurile de producție s-au ridicat la o valoare fără precedent de aproape 2 milioane de franci, astfel încât, de teamă, susținătorii financiari și-au vândut imediat drepturile lor către distribuitorul Louis Aubert. Cu toate acestea, filmul a devenit repede un succes imens și a avut încasări mari, ducând la câștiguri mari de bani pentru Aubert; filmul a rulat în cinematograful parizian mai mult de un an și a fost foarte bine vândut în străinătate.  Aubert a re-lansat filmul în 1928, având iarăși un mare succes.
O versiune pentru DVD a fost lansată în 2004, bazată pe o copie restaurată de Nederlands Filmmuseum din Amsterdam. Cu această ocazie s-a evidențiat calitatea cinematografică a peliculei.  Durata filmului este mai mică decât cea a versiunii originale cu aproximativ 30 de minute.  A fost realizată o nouă coloană sonoră de către Eric Le Guen.

## Lansare și primire

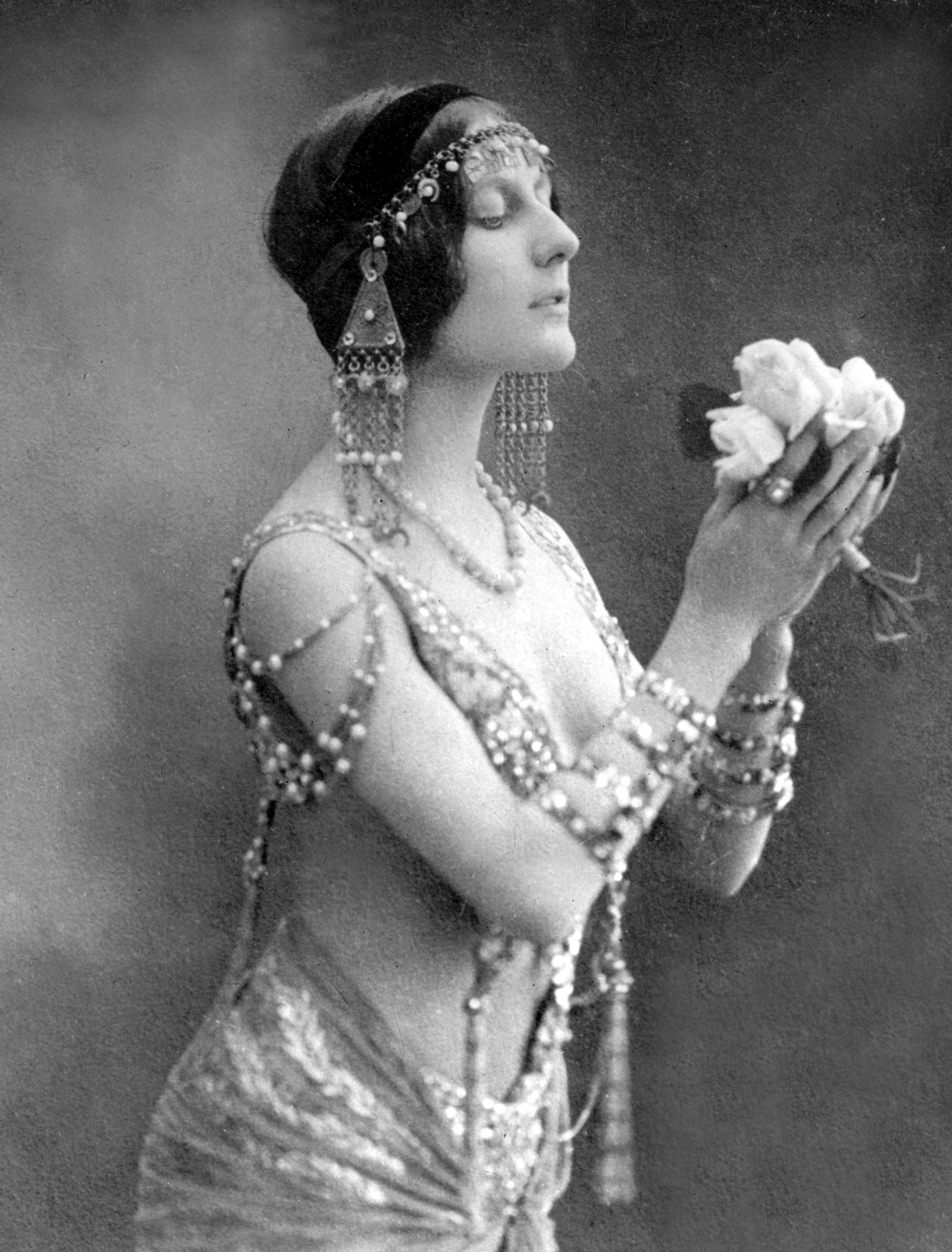
Stacia Napierkowska

Celebritatea romanului care a inspirat acest film precum și circumstanțele mult-raportate din timpul producției au făcut ca filmul să beneficieze de multă atenție în momentul lansării sale. În ciuda lungimii sale de 3 ore și deși uneori acțiunea devine prea lentă, s-a dovedit a fi un film extrem de popular care i-a asigurat lui Jacques Feyder un loc de frunte în cinematografia franceză.
Recepția critică a filmului a fost împărțită, în special făcându-se obiecții asupra performanței actoricești a Staciei Napierkowska; ea era o dansatoare și o actriță bine-cunoscută de mulți ani, dar nu mai era în perioada ei de glorie, ca urmare Feyder a regretat faptul că a angajat-o ca să interpreteze rolul fermecătoarei regine Antinéa, mai ales atunci când a aflat că ea s-a îngrășat. Cu toate acestea, fără îndoială, succesul filmului s-a datorat grandorii locurilor și peisajelor deșertice. O remarcă mult-citată a lui Louis Delluc nu a fost pe de-a-ntregul sarcastică: „Există un mare actor în acest film, acesta este nisipul”.
„L'Atlantide” a fost unul dintre primele filme care au descris prezența colonială franceză în nordul Africii și a netezit calea pentru o serie de alte filme din anii 1920 care au subliniat aspectele romantice și exotice ale experienței coloniale; filme târzii care exemplifică acest lucru fiind  Le Bled (1929), Le Grand Jeu (1934) sau La Bandera (1935).

## Titluri alternative
- Lost Atlantis (SUA)
- Missing Husbands (SUA)
- Die Loreley der Sahara (Germania)